# Nibelungenklage
Die Nibelungenklage (auch kurz Klage) ist eine mittelhochdeutsche Dichtung, die in nahezu allen überlieferten Handschriften des Nibelungenliedes auf dieses folgt. Ausnahmen, dass Fassungen des 'Nibelungenliedes' ohne angefügte 'Klage' entstanden, sind erst ab dem 15. Jahrhundert erhalten. Die 'Klage' thematisiert diejenigen Handlungen, die im Nibelungenlied uneindeutig bleiben und (für die Klage) diskussionswürdig sind, zudem berichtet sie von den überlebenden (Rand-)Figuren, wie deren Normalität wiederhergestellt wird, und von der Entstehung der Dichtung.

## Inhalt
Im 1. Teil (~600 Verse) werden die Geschehnisse bewertet, die zum Tode Siegfrieds führten, es findet eine Beklagung aller Figuren statt und es wird die Schuldfrage gestellt. Dabei knüpft die Klage an das Geschehen des Untergangs des Burgundenreiches 436 an, rekapituliert die Handlung des Nibelungenliedes, insbesondere die Situation Kriemhilds.
Der 2. Teil: (~2000 Verse) betont die Trauer der Hinterbliebenen, besonders Rüdigers Tod wird beklagt, der als vater aller tugende bezeichnet wird.
Im 3. Teil (~1900 Verse) und Schluss wird die Nachricht an die Höfe von Wien, Bechelaren, Passau und Worms überbracht, bevor Dietrich von Bern, seine vrouwe Herrat und Hildebrand in ihre Heimat zurückkehren.
Der Epilog beschreibt die Verschriftlichung der mære, wie ez ergangen wære (*B vv. 2539–4099) im Auftrag des Bischofs Pilgrim von Passau. Man nimmt an, dass dies einen ehrenden Verweis auf einen Amtsvorgänger des mutmaßlichen Förderers Wolfger von Erla darstellt, den heiligen Bischof Pilgrim von Passau. Diesem Pilgrim schreibt die Nibelungenklage sogar die Initiative zu, die sagenhaften Ereignisse des Nibelungenuntergangs in lateinischer Sprache aufzeichnen zu lassen, woraus erst später das deutschsprachige Nibelungenlied entstanden sei – dabei handelt es sich aber mit größter Wahrscheinlichkeit um eine literarische Fiktion. Schließlich wird noch das fehlende Wissen über das Schicksal Etzels beklagt. Damit endet die Fassung 'B' der 'Klage'.
Die Fassung 'C' der 'Klage' endet mit folgenden Worten: dizze liet haizet ‘diu klage’. Diese ist zu unterscheiden von der Fassung 'C' des Nibelungenliedes, die folgendermaßen endet:
Ine sage iv nv niht mere von der grozen not
die da erslagen waren die lazen ligen tot
wie ir dinch an geviengen sit der Hvnen diet
hie hat daz mære ein ende daz ist der Nibelunge liet
Die oben genannte Gliederung der Nibelungenklage in drei Teile ist eine von den modernen Herausgebern geschaffene Verständigungshilfe, im Werk jedoch nicht verbürgt (Ausnahme: die Fassung *C, in âventiuren eingeteilt).

## Datierung, Entstehungszusammenhänge, Form
Zur Datierung der 'Klage' gibt es unterschiedliche Auffassungen, die zwischen 1200 und 1230 variieren, die aktuelle Forschung (z. B. Henkel, siehe Literaturverzeichnis) vermutet frühen Zeitpunkt innerhalb dieses Rahmens, da die zurückverfolgbare schriftliche Überlieferung der Klage immer an das 'Lied' gekoppelt war. Als Entstehungsort wird heute allgemein Passau angenommen. Lied und Klage wurden offensichtlich von zwei verschiedenen, anonymen Dichtern verfasst. Die Art und Weise der Klagedichtung lässt annehmen, dass es sich bei dem Dichter um einen Kleriker handelte. Tradiert sind verschiedene Fassungen der 'Klage' nebeneinander, die C-Fassungen von Nibelungenklage und Nibelungenlied galten vermutlich als die beliebteste Version (vgl. Henkel 2005, S. 213). Für die Datierung maßgeblich ist, dass der an der stärkeren Einbindung des Bistums Passau in die Überlieferung interessierte Bischof Wolfger diese Funktion nur bis 1204 innehatte; dann wurde er Patriarch von Aquileia. Eine von Wolfger in Auftrag gegebene Fassung der 'Klage' kann aber in Passau vorliegende schriftliche Vorstufen benutzt haben, und nach seinem Abgang können in Passau weitere Fassungen entstanden sein.
Obwohl eine enge Verbindung zwischen Nibelungenlied und -klage zu bestehen scheint, hat sie in der neuzeitlichen Germanistik nie dasselbe Interesse gefunden wie das Nibelungenlied. In der Forschung wird die Klage allgemein als nicht so hochrangig und bedeutsam wie das Lied angesehen, vor allem, weil die Klage eine größere Fülle an Einzelheiten hinsichtlich Personen und Ereignissen aufweist. Diese Wertung nach ästhetischen Grundsätzen hat aber nichts damit zu tun, dass erst durch sie als Anhang zum Nibelungenlied dieses den Anforderungen der Auftraggeber von Handschriften an stärkere Einbeziehung christlich-religiöser Aspekte erfüllte.
Die Klage besteht aus vierhebigen Paarreimversen und bedient sich damit der verbreiteten Form der historischen Epik und des höfischen Romans, d. h. der Vorleseepik, während das Lied in sangbaren vierzeiligen Strophen gedichtet ist (Sangversepik). Eine eindeutige Gattungszuordnung ist nicht möglich, was insbesondere die Germanistik des 19. Jahrhunderts dazu veranlasste, die 'Klage' als minderwertige Literatur einzustufen.

## Deutungsangebot und Zeugniswert für das 'Nibelungenlied'
Zu den aktuellen Positionen der Forschung gehört die Forderung einer Bewertung der Nibelungenhandlungen aus der Perspektive der 'Klage', die die Leerstellen des 'Liedes' sinnkonstituierend füllt. Dabei ist gerade der Untergang der Burgunden und die Glaubhaftigkeit Kriemhilds, die mit ihrem Bruder Gunter versöhnt ist, Sîfrit ist seit 26 Jahren tot, von Interesse. Die 'Klage' kennt Antworten: Wäre Kriemhild ein Mann gewesen, hätte sie unmittelbar im Anschluss an den Mord an Siegfried mit eigener Hand Rache nehmen können und genommen (vgl. *B vv. 126–131), musste aber aufgrund ihrer sozialen Stellung als Frau anders vorgehen: Ihre Rache ist angetrieben von triuwe (über den Tod hinausreichende Liebe und Loyalität zu Sîfrit), nicht von Sünde, die die Burgunden zum Mord an Sîfrit anstiftete: Deren Habgier (Avaritia) sann auf den Hort. Doch in der mittelalterlichen Theologie trifft der Zorn Gottes diejenigen, die sich durch ir übermuot (*B v 1277) und ihre Habgier schuldig gemacht haben. Wer jedoch sein irdisches Leben in triuwe beschließt, dem steht das Himmelreich offen (vgl. *B vv.569–576). Kriemhild ist also Werkzeug des strafenden und unermesslich guten Gottes, jedoch nicht als notwendige Figur, denn Pilgrim sagt zu Swämmel in der Klage, die Burgunden hätten aufgrund ihrer avaritia so oder so die Todsünde begangen und sterben müssen.
Dieser christliche Deutungshorizont, aber auch die Selbsteinordnung der 'Klage' in den Kontext zeitgenössischer Memorialkultur, dienen als Sinnstiftung und geistiger Rahmen, machen das Nibelungengeschehen, und vor allem den Burgundenuntergang, in Denkkategorien der klerikal gebildeten Auftraggeber von Handschriften um 1200 plausibel. Heinzle nennt die 'Klage' „die Eintrittskarte ..., die dem ‚Nibelungenlied‘ den Zugang zur Welt der litterati, der gelehrten Kleriker, geöffnet hat“. Sie widerspricht aber in Vielem der Intention des Dichters des 'Nibelungenliedes', der anscheinend zu wenig auf die Wünsche des Auftraggebers, Bischof Wolfger, eingegangen war und andere Personen mit der Korrektur und Ergänzung (Fassung *C) sowie Weiterführung von Zeugen des Geschehens an den Passauer Bischofshof und heilsgeschichtliche Sinngebung ('Klage') beauftragte. Henkel bezeichnet die Klage als „im gesamten Mittelalter akzeptierte, ja geforderte Deutung des 'Nibelungenliedes'“ (Henkel 2005, S. 230), da sie einige in der heutigen Nibelungenrezeption zentrale Komponenten und Qualitäten des 'Liedes' aufhebt: Tragik, Heroik und germanisches Rachedenken.